# 上卡姆揚斯凱

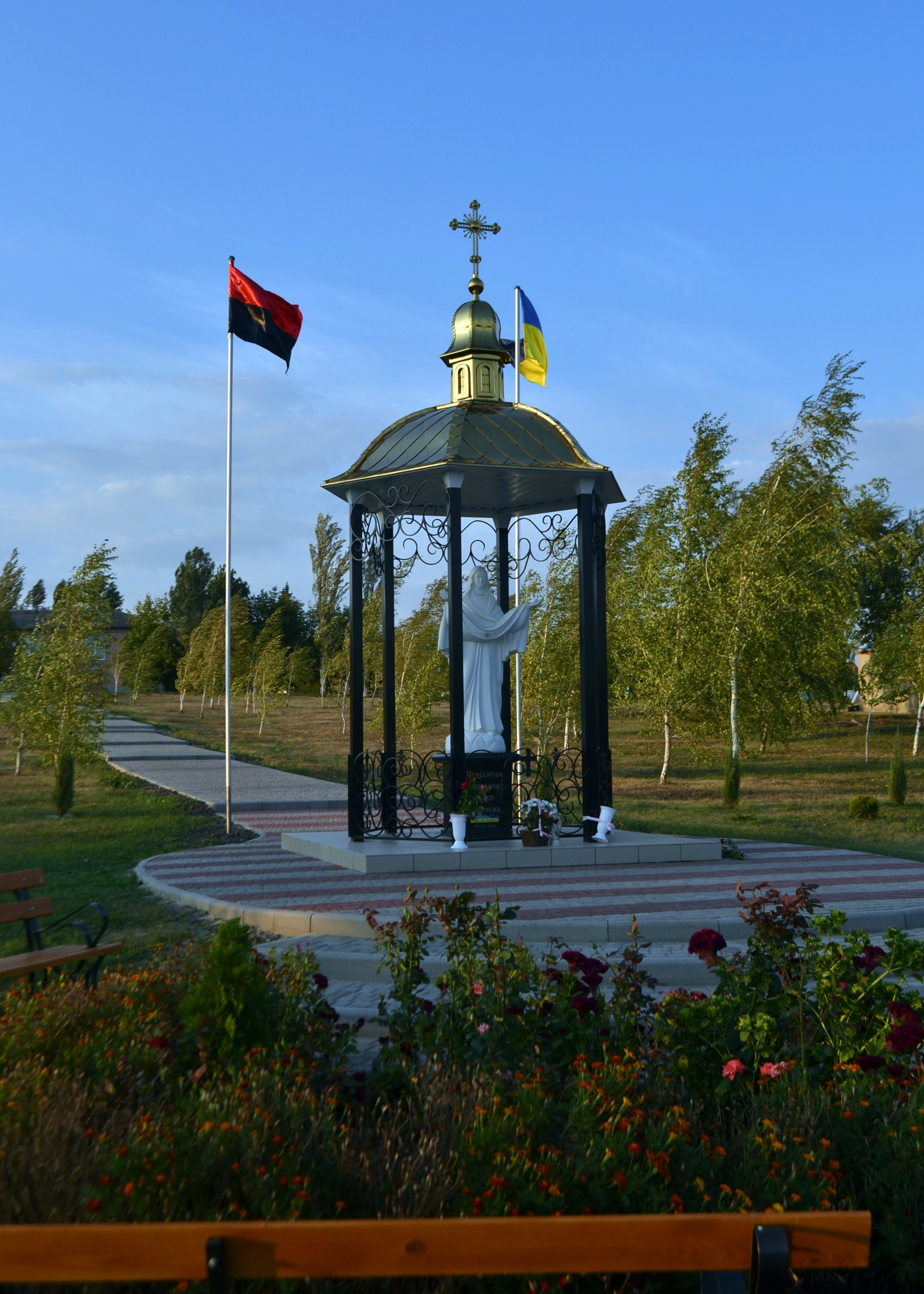
上卡姆揚斯凱

上卡姆揚斯凱（羅馬化：Verkhniokamianske）是乌克兰顿涅茨克州巴赫穆特区兹瓦尼夫卡市镇的村庄。2022年人口20。

## 地理
卡姆揚卡河流經該村，該河為巴赫穆特卡河的支流。